# Rio Nugush
Rio Nugush (em russo:  Нугуш, Nuguš; em basquir:  Нөгөш, Nögöş), também conhecido como o rio Bolshoi Nugush (em russo:  Большой Нугуш, Boljšoj Nuguš), é um rio em Bashkortostan na Rússia, um afluente do rio Belaya. O rio tem 235 quilômetros (150 mi)   de extensão, e a sua bacia de drenagem cobre 3820 quilómetros quadrados. O Nugush congela na primeira quinzena de novembro e permanece congelado até à segunda quinzena de abril.